# Бёмер, Юстус Хеннинг
Ю́стус Хе́ннинг Бёмер (нем. Justus Henning Böhmer; 29 января 1674, Ганновер — 29 августа 1749, Галле) — немецкий юрист, церковный правовед, профессор Галлеского университета и канцлер герцогства Магдебургского.

## Биография
Юстус Хеннинг Бёмер родился 29 января 1674 в Ганновере. Он происходил из протестантской семьи, бежавшей от религиозного преследования из Богемии (отсюда — фамилия, с немецкого «богемец»). Отец Юстуса Хеннинга был адвокатом и имперским нотариусом по имени Валентин Бёмер (1634—1704), мать — Анна Бокельман (по другим данным — Анна Мария Ширмер) (1640—1714). Первоначальное образование получил в городской школе, особенно отличался в изучении старых языков. В 1693 году поступил в Йенский университет для изучения философии и права. В 1695 году под руководством Кристиана Вильдфогеля написал выпускную работу под названием De imputatione culpae propriae, означавшую успешное завершение курса. В том еже году начал работать адвокатом в Ганновере, но вскоре решил посветить себя научной деятельности и в 1697 году отправился продолжать обучение в сначала в Ринтельнском, а затем в Галлеского университетах. Там он учился у Самуля, и в 1698 году получил степень лицензиата права, защитив диссертацию De jure epistalmatis, von fürstlicher Ordre. С 1699 года начал читать лекции в том же университете. 
В 1701 году он отправился в Берлин в качестве сопровождающего графа Генриха Георга в Вальдека на торжества по случаю коронации первого короля Пруссии. Там он стал связан с министерством, после чего 27 июля 1701 года был назначен доцентом в Галле, а 11 августа 1702 года принял там докторскую степень в области права. 9 декабря 1704 года по специальному королевскому указу он стал адъюнктом Штрика на юридическом факультете; с 24 августа 1711 года — полный профессор на том же факультете; с 29 июня 1715 года, после смерти Штрика — профессор феодального права. С 1715 года — придворный советник и придворный палатин, с 23 мая 1719 года — тайный советник. Письмом от 12 мая 1731 был вызван королём Фридрихом Вильгельмом I в Потсдам для отчёта о состоянии дел в университете. Несмотря на то, что обычно король не был расположен к юристам, доклад Бёмера понравился монарху, и по итогам аудиенции 25 мая король назначил его директором университета и вице-ординарием юридического факультета. 14 декабря 1743 года он сменил скончавшегося Йоханна Петера фон Людевига на постах канцлера правительства герцогства Магдебургского и ординария юридического факультета. Он также дважды был проректором университета и семнадцать раз деканом юридического факультета. Несмотря на многочисленные почётные назначения в университеты Берна, Франкфкрта-на-Одере, Хельмштедта, Киля, Лейпцига, Виттенберга, Тюбингена, а также в качестве придворного советника в Целле и в качестве рейхсрата в Вене, он оставался в Галле. Скончался 29 августа 1749 в Галле в результате болезни.

## Научная деятельность
Бёмер считается одним из классиков протестантского канонического права, а также гражданского права. Как и многие учёные своего времени, Бёмер был также практиком —он был автором 2725 его юридических заключений. Также проявил себя как сочинитель религиозных гимнов. 

## Семейная жизнь
21 августа 1703 года Юстус Хеннинг Бёмер женился на Элеоноре Розине Штюцинг (1679—1739). Он имел с ней четырёх сыновей, трое из которых стали известными юристами:
- Иоганн Самуэль Фридрих фон Бёмер[нем.] (1704—1772) — юрист, директора Франкфуртского университета;
- Карл Август фон Бёмер[нем.] (1707—1748) — юрист, королевский тайный советник Пруссии;
- Филипп Адольф Бёмер[нем.] (1711—1789) — медик, профессор анатомии в университете Галле.
- Георг Людвиг Бёмер[нем.] (1715—1797) — юрист, преподаватель права в Гёттингенском университете;